# اتلی پومرن
اتلی پومرن (به انگلیسی: Atlee Pomerene) سناتور سابق عضو حزب دموکرات ایالات متحده آمریکا بود. وی در سال ۱۹۱۱ تا ۱۹۲۳ میلادی سناتور ایالت اوهایو در سنای ایالات متحده آمریکا بود.